# Абсорбционные светофильтры
Абсорбционные светофильтры обладают спектральной избирательностью, обусловленной неодинаковым поглощением света в различных диапазонах длин волн оптического излучения.

## Понятие и применение

### Распространение
Наиболее распространены абсорбционные светофильтры из цветных оптических стёкол, а также из окрашенных органических веществ.

### Достоинства и недостатки

#### Достоинства
К основным достоинствам стеклянных абсорбционных светофильтров относится постоянство их оптических характеристик, сравнительно высокая устойчивость к тепловым и другим воздействиям. Заданные спектральные свойства стеклянных абсорбционных светофильтров, получают, складывая вместе несколько различных стёкол.

#### Недостатки
Желатиновые абсорбционные светофильтры просты в изготовлении и отличаются большим разнообразием оптических характеристик, однако они механически непрочны, плавятся при нагревании, быстро выцветают и поэтому менее распространены, чем стеклянные.

### Применение
Широко используют абсорбционные светофильтры в фотографии.